# Партия конгресса независимости Мадагаскара
Партия конгресса независимости Мадагаскара — Демократический комитет поддержки хартии Малагаси́йской Социалистической Революции (AKFM — Antoko’ny Kongresi’ny Fahaleovantenan’i Madagasikara — Komity Demokratika Mandrana ny fototra lorenan’ny Revolisiona Sosialista Malagasy, фр. Parti du Congrès de l'indépendence de Madagascar) — левая революционно-демократическая и антикапиталистическая (большую часть своего существования коммунистическая) политическая партия Мадагаскара, имеет своих представителей в парламенте и правительстве.

## История
Партия конгресса независимости Мадагаскара образовалась 8 ноября 1958 года в результате объединения пяти организаций, выступавших за немедленное предоставление независимости Мадагаскару, в единую политическую силу коммунистического толка. Президентом-основателем был Ришар Андриамандзату, протестантский священник из народа мерина со связями с Французской коммунистической партией. Генеральным секретарем АКФМ в 1959/1960-1990 годах была Жизель Рабесахала.
Позиционировала себя как авангард рабочего класса, беднейшего крестьянства, интеллигенции и других слоёв трудящихся. Идеологической доктриной партии провозглашён научный социализм. На первом съезде партии в 1959 году была принята программа, содержащая требование немедленной и полной независимости Мадагаскара. Партия заявляла о борьбе против империализма, неоколониализма, расизма, за мир и безопасность народов Африки. Первоначальными оплотами партии были Антананариву и Анциранана.
11 октября 1959 года партия (с профсоюзом FISEMA) победила на муниципальных выборах в Антананариву, получив 25 из 37 мест, а также в Диего-Суарес (ныне Анциранана), получив 19 из 27 мест. На выборах 1960, 1965 и 1970 годов получала по 3 депутатских мандата, в 1977 — 16; с тех пор их количество сокращалось.
В 1975 году, через 15 лет после получения независимости острова от Франции, Партия конгресса независимости Мадагаскара пришла к власти, учредив Демократическую республику Мадагаскар, провозгласившую социалистическую ориентацию.
В 1976 году AKFM вошла в правящий Национальный фронт защиты революции вокруг правящего Авангарда Малагасийской революции (AREMA) — коалицию шести левых политических партий, поддержавших Хартию малагасийской социалистической революции. Само название было изменено на Партия конгресса независимости Мадагаскара — Демократический комитет поддержки Хартии малагасийской социалистической революции.
К концу 1980-х AKFM раскололась между реформистами и коммунистами-сторонниками жёсткой линии. Андриаманджато в марте 1989 года отошёл от власти и сформировал Партию конгресса независимости Мадагаскара-Возрождения, поддержавшую оппозиционного лидера Альберта Зафи. Оставшиеся в Партии конгресса независимости Мадагаскара, включая Рабесахалу, в 1990 году объединили усилия с бывшим президентом ДРМ Дидье Рациракой под эгидой Боевого движения за малагасийский социализм.